# 도리언 예이츠

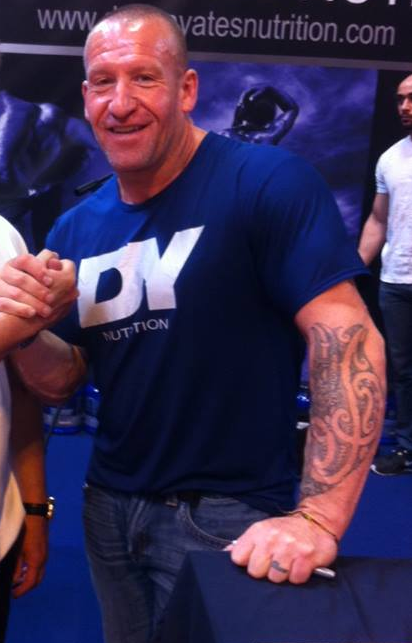

도리언 예이츠(Dorian Yates, 1962년 4월 19일 ~ )은 잉글랜드의 보디빌더로, 1992년부터 1997년까지 6회 미스터 올림피아에서 우승을 하였다.